# Síndrome de Hunter
Síndrome de Hunter é uma doença causada por um erro metabólico no organismo, devido à ausência da enzima iduronato-2-sulfatase (I2S).  Trata-se de uma desordem genética grave que afeta mais homens que mulheres e interfere com a capacidade do corpo de metabolizar mucopolissacarídeos específicos, também conhecidos como glicosaminoglicanos ou GAG, resultando no acúmulo difuso dessas substâncias. Manifestações físicas para algumas pessoas com síndrome de Hunter incluem distintas características faciais e cabeça grande. Em alguns casos da síndrome de Hunter, o envolvimento do sistema nervoso central leva a atrasos no desenvolvimento e problemas no sistema nervoso. Pode ainda ser preditor de perda auditiva em lactentes, segundo o Joint Comitee on infant Hearing (2007) à semelhança de outras doenças neurodegenerativas.